# روس كامبل
روس كامبل (بالإنجليزية: Ross Campbell)‏ (3 يوليو 1987 إدنبرة المملكة المتحدة - ) هو لاعب كرة قدم بريطاني يلعب كمهاجم.

## روابط خارجية
- روس كامبل على موقع قاعدة بيانات كرة القدم.إي يو (الإنجليزية)
- روس كامبل على موقع Soccerbase.com (لاعب) (الإنجليزية)
- روس كامبل على موقع عالم كرة القدم.نت (الإنجليزية)